# Fanal (Oper)
Fanal (deutscher Titel Flammendes Land) ist eine Oper in drei Akten von Kurt Atterberg (Musik) mit einem Libretto von Oscar Ritter und Ignaz Michael Welleminsky in Anlehnung an die rheinische Sage Der Schelm von Bergen. Die Uraufführung fand am 27. Januar 1934 in Stockholm statt.

## Handlung
Die Handlung spielt in einem kleinen rheinischen Dorf während der Bauernkriege um 1525. Das Libretto weicht von den bekannten Sagenvorlagen stark ab und verlegt insbesondere die Zeit der Handlung bewusst. Es wurde vermutet, dass dadurch politische Bedenken, z. B. wegen der Nähe zu Heinrich Heines bekannter Dichtung, vermieden wurden. So wurde in Deutschland die Handlung als Parabel auf die gegenwärtige politische Situation gedeutet und gepriesen.

### Erster Akt
Prinzessin Rosamunde wird von aufständischen Bauern gefangen genommen und zum Tode verurteilt. Der junge Scharfrichter Martin soll die Hinrichtung vollstrecken. Er verliebt sich aber in Rosamunde, kann sie befreien und mit ihr fliehen.

### Zweiter Akt
Sie fliehen zu Martins Mutter. Martin konnte sein Handwerk bisher vor Rosamunde verbergen und verleugnet es. Als sie die Wahrheit herausfindet, erschrickt sie und will alleine fliehen. In diesem Augenblick werden sie von ihren Verfolgern überrascht und können nur mit Gewalt gemeinsam fliehen.

### Dritter Akt
Der Herzog hat unterdessen geschworen, dem Retter seiner Tochter zum Schwiegersohn zu ernennen. Die Flüchtenden werden von herzoglichen Truppen gestellt und Rosamunde gibt Martin als ihren Retter aus. Martin hat wegen seines Berufes aber Bedenken, Rosamunde zu heiraten. Er gibt sich dem Herzog als Henker zu erkennen. Daraufhin schlägt der Herzog Martin feierlich zum Grafen.

## Geschichte

### Entstehung
Die Komposition (op. 35) entstand ab 1929 und wurde 1934 in der Königlichen Oper Stockholm unter dem Dirigat von Nils Grevillius in schwedischer Sprache uraufgeführt. Die Hauptrolle sang Jussi Björling, der schon kurze Zeit später die populäre Arie I männer över lag og rätt auf Schallplatte einsang. Die weiteren Sänger waren Helga Görlin (Rosamund), Joël Berglund (Jost der Hundsheimer) sowie Britta Ewert, Conny Molin, Sven d’Ailly, Emil Stiebel und Leon Björker.
Die Oper war sehr erfolgreich. Allein Björling sang die Rolle noch 22 Mal in den nächsten fünf Jahren.

### Rezeption
Die deutsche Erstaufführung erfolgte schon zwei Monate später am Staatstheater Braunschweig. Die Aufführung wurde enthusiastisch aufgenommen und es kam in Folge zu weiteren Aufführungen in Lübeck, Chemnitz und Dortmund.

## Aufnahmen / Diskographie
- Kungliga Teatern Orkester Stockholm: Fanal (Flammendes Land) (Gesamtaufnahme in schwedischer Sprache), Line Music, 1957